# Ripač
Ripač (en cyrillique : Рипач) est un village de Bosnie-Herzégovine. Il est situé sur le territoire de la ville de Bihać, dans le canton d'Una-Sana et dans la fédération de Bosnie-et-Herzégovine. Selon les premiers résultats du recensement bosnien de 2013, il compte 1 391 habitants.

## Géographie
Le village est situé au bord de la rivière Una, un affluent de la Save. Il est entouré par les localités suivantes :
|                      | Pritoka |           |
| Lohovska Brda Lohovo | Ripač   | Praščijak |
|                      | Račić   |           |

## Histoire

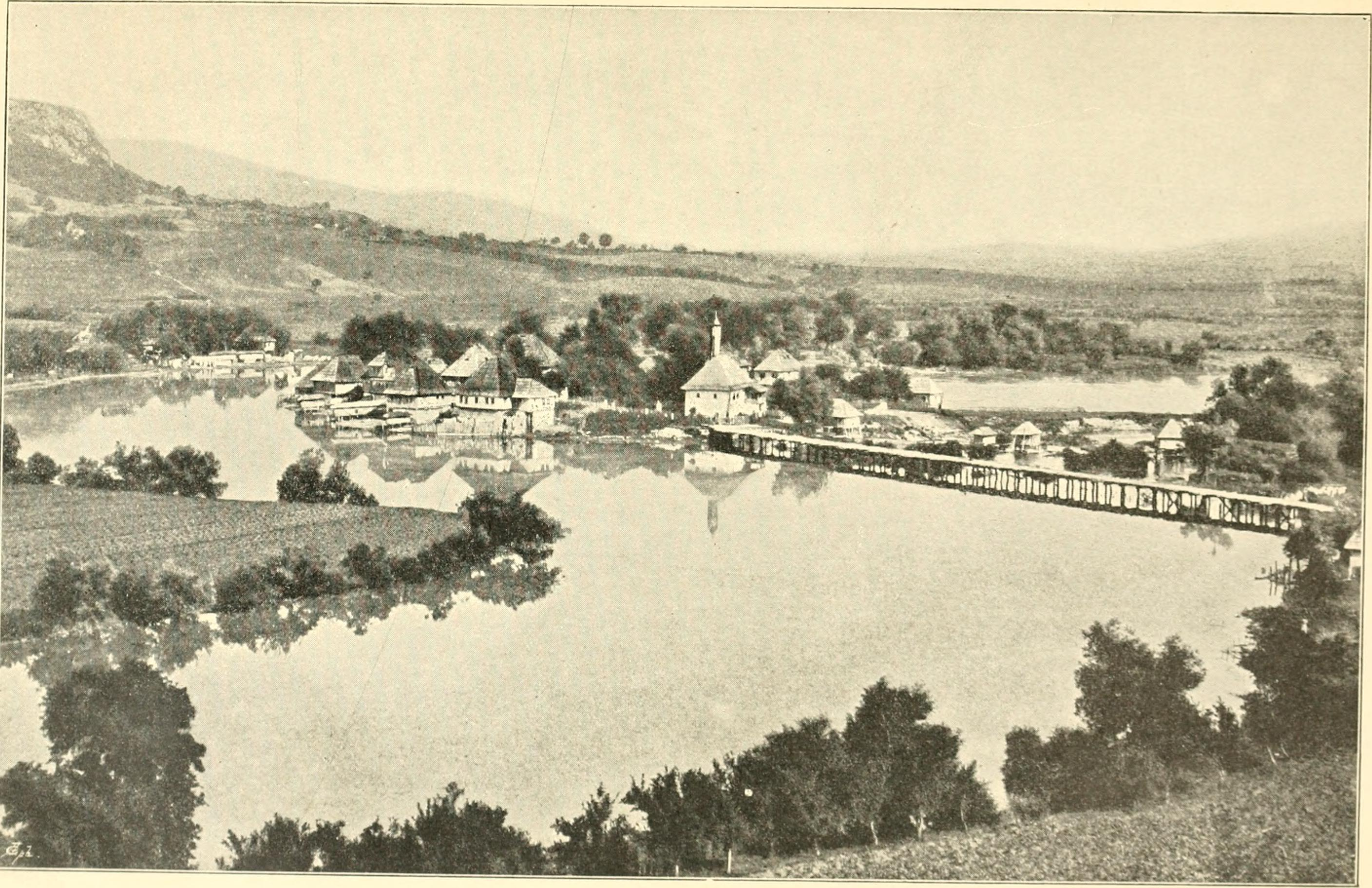
Ripač en 1897

Sur le territoire du village se trouve un ensemble archéologique abritant des vestiges remontant à la Préhistoire, à l'Antiquité, au Moyen Âge et à la période ottomane ; ce site est inscrit sur la liste des monuments nationaux de Bosnie-Herzégovine.

## Démographie

### Évolution historique de la population
| 1948 | 1953 | 1961  | 1971  | 1981  | 1991  | 2013  |
| ---- | ---- | ----- | ----- | ----- | ----- | ----- |
| -    | -    | 1 049 | 1 456 | 1 712 | 1 724 | 1 391 |

|  |

### Communauté locale
En 1991, la communauté locale de Ripač comptait 3 001 habitants, répartis de la manière suivante :

## Transports

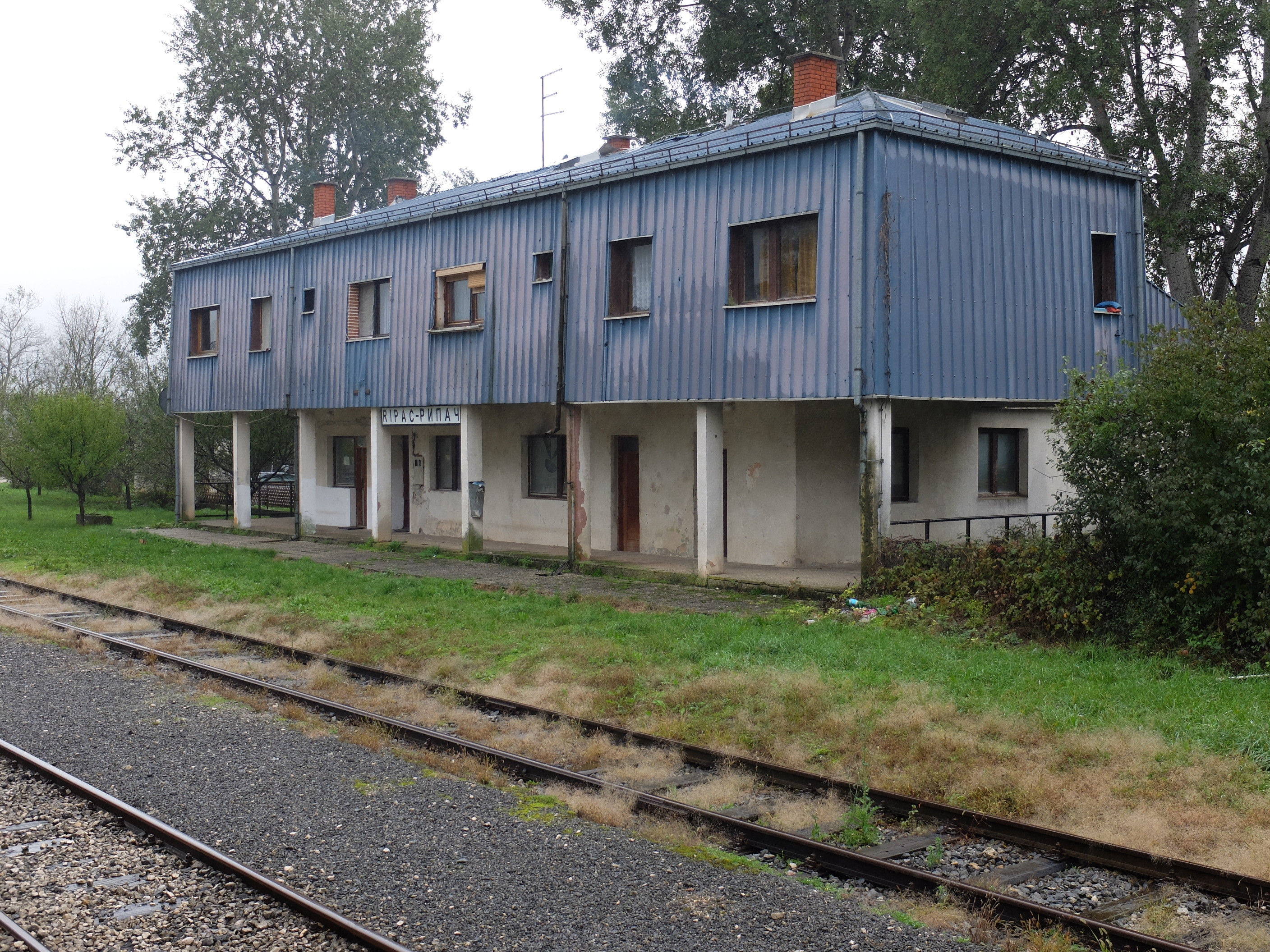
La gare de Ripač